# Lucien Muhlfeld
Lucien Muhlfeld (* 4. August 1870 in Paris; † 1. Dezember 1902 ebenda) war ein französischer Schriftsteller und Literaturkritiker.

## Leben
Muhlfeld besuchte das Lycée Condorcet in Paris, studierte anschließend an der Universität Sorbonne und promovierte in Rechtswissenschaften und Literaturgeschichte. Von 1891 bis 1897 war er der erste Literaturkritiker und stellvertretender Herausgeber der Zeitschrift La Revue blanche und bestimmte als Schriftleiter maßgeblich die Richtung des Blattes. Mit seiner Ehefrau Jeanne unterhielt er in seinem Pariser Haus einen literarischen Salon. Er schrieb Novellen, Romane und Theaterstücke.

## Werke
- Le Mauvais Désir (1890)
- La Carrière d'André Tourette (1900) / Éditions Larousse, Paris [1923]
- L'Associée (1902) / Éditions Larousse, Paris [1922]
- La Fin d'un art (1890)
- Le monde où l'on imprime (1897)
- Dix ans après (mit Pierre Veber, 1897)